# Alasmidonta minor
Alasmidonta minor är en musselart. Alasmidonta minor ingår i släktet Alasmidonta och familjen målarmusslor. Inga underarter finns listade i Catalogue of Life.